# NGC 7695
NGC 7695 ist eine linsenförmige Galaxie vom Hubble-Typ S0? im Sternbild Fische auf der Ekliptik. Sie ist schätzungsweise 109 Millionen Lichtjahre von der Milchstraße entfernt.
Das Objekt wurde am 18. November 1864 von Albert Marth entdeckt.